# Корбола
Корбола (итал. Corbola) је насеље у Италији у округу Ровиго, региону Венето.
Према процени из 2011. у насељу је живело 1945 становника. Насеље се налази на надморској висини од -2 м.

## Становништво
| 1931. | 1936. | 1951. | 1961. | 1971. | 1981. | 1991. | 2001. | 2011. |
| ----- | ----- | ----- | ----- | ----- | ----- | ----- | ----- | ----- |
| 5.197 | 5.401 | 5.327 | 3.612 | 2.908 | 2.696 | 2.630 | 2.645 | 2.514 |